# Sędzia polubowny
Sędzia polubowny, arbiter, rozjemca – sędzia rozstrzygający spory wniesione do sądu polubownego. Arbitrem przed sądem polubownym może być każda osoba fizyczna, mająca pełną zdolność do czynności prawnych, z wyjątkiem sędziego państwowego (nie dotyczy sędziego w stanie spoczynku).
Może to być również osoba powołana przez strony pozostające w sporze w celu pozasądowego rozwiązania sporu.